# Дискография на „Енигма“
Пълната дискография на германската електронна / ню ейдж група „Енигма“ включва 7 студийни албума, 2 компилации, 2 бокс сета и 20 сингъла.
Всички продукции на „Енигма“ са издадени от „Върджин Рекърдс“ и нейната дъщерна компания Virgin Schallplatten GmbH.
Според официалната уебстраница на групата „Енигма“ е продала около 40 милиона броя от студийните си албуми и още 15 милиона от компилации и сингли.

## Студийни албуми
| Заглавие (година) | Допълнителни бележки |
| --- | --- |
| MCMXC a.D. (1990) #1 Великобритания, #38 Великобритания (преиздадения от 1994), #6 САЩ, #1 Европа, #3 Германия, #1 Франция, #1 Гърция, #1 Норвегия, #1 Белгия, #1 Бразилия, #1 Сингапур, #1 Португалия, #1 Южна Корея, #1 Испания, #1 Република Южна Африка | #1 в 41 държави САЩ x4 платинен (4.7 M), Великобритания x3 платинен, Канада x2 платинен, Франция x2 платинен, Германия x2 платинен, Световен мащаб x60 платинен Световни продажби: 14 милиона (към 1995) Предполагаеми продажби към момента – 16 – 17 милиона. |
| The Cross of Changes (1993) #1 Великобритания, #9 САЩ, #2 Европа, #5 Германия, #1 Гърция | Международна федерация на звукозаписните компании х платинен, Канада x2 платинен, САЩ x2 платинен (2.8 милиона), Великобритания x2 платинен Световни продажби: 8 милиона (към 1996) Предполагаеми продажби към момента – 12 милиона.                           |
| Le Roi Est Mort, Vive Le Roi! (1996) #12 Великобритания, #25 САЩ, #3 Европа, #3 Германия, #1 Норвегия, #1 Гърция, #8 Франция | Номинация за награда Грами Канада х платинен, САЩ х платинен, Великобритания х платинен 3,6 милиона копия (към 1996) Предполагаеми продажби към момента – 7 милиона.                                                                                           |
| The Screen Behind the Mirror (2000) #7 Великобритания, #33 САЩ, #2 Европа, #1 Гърция, #2 Германия, #2 Норвегия, #5 Япония, #16 Франция #2 Билборд Топ Интернет Албуми                                                                                       | Великобритания х платинен, Канада х златен, САЩ златен (500 000+) Предполагаеми продажби към момента – 5 милиона. |
| Voyageur (2003) #46 Великобритания, #94 САЩ, #6 Германия, #12 Европа, #2 Арабия, #3 Гърция, #4 Португалия, #17 Италия #1 Билборд Топ Електронни Албуми | — |
| A Posteriori (2006) #95 САЩ, #16 Германия, #3 Гърция, #32 Италия, #98 Франция, #17 Австрия, #24 Швейцария, #8 Холандия, #27 Португалия, #9 Полша #3 Билборд Топ Електронни Албуми                                                                           | Номиниран за награда Грами в категорията за най-добър ню-ейдж албум. |
| Seven Lives Many Faces (2008) #3 Индия, #10 Чехия, #116 Великобритания, #15 Германия, #47 Италия, #15 Гърция, #18 Швейцария, #30 Австрия, #42 Белгия (Валония), #75 Испания, #93 Франция, #92 САЩ, #59 Мексико                                              | Издаден на 19 септември 2008 |
| The Fall of a Rebel Angel (2016) #19 Чехия, #40 Великобритания, #10 Германия, #42 Италия, #19 Швейцария, #24 Австрия, #37 Белгия (Фландрия), #61 Белгия (Валония), #38 Испания, #71 Франция, #122 САЩ #1 Билборд Топ Електронни Албуми                      | Издаден на 11 ноември 2008 |

## Компилации/Бокс сетове
| Заглавие (година) | Допълнителни бележки                                                |
| --- | ------------------------------------------------------------------- |
| Trilogy (1998) Бокс сетът съдържа: MCMXC a.D., The Cross of Changes, Le Roi Est Mort, Vive Le Roi!                                                               | Издаден на 10 април, 1998.                                          |
| Love Sensuality Devotion: The Greatest Hits (2001) #29 Великобритания, #29 САЩ, #7 Европа, #4 Германия, #1 Гърция, #2 Португалия #15 Билборд Топ Интернет Албуми | Канада х платинен, САЩ х златен (700 000+), Великобритания х златен |
| Love Sensuality Devotion: The Remix Collection (2001) | Издаден на 8 октомври 2001                                          |
| 15 Years After (2005) Бокс сетът съдържа: Първите пет студийни албума, две ДВД-та и нов албум с кавър версии на Роло Армстронг от Фейтлес                        | Издаден на 9 декември, 2005.                                        |

## DVD
- Remember the Future (2001)
- MCMXC a.D.: The Complete Video Album (2003)
- MCMXC a.D.: The Complete Video Album / Remember the Future box set (2004)
- A Posteriori (2006)
- Seven Lives Many Faces (2008)

## Други издания
- Age of Loneliness (1994) – (лимитирано издание „Greatest Remixes“)
- The Eyes of Truth (1994) – (лимитирано издание „Singles Collection“)
- In The Beginning... (1997) – (промоционален диск)
- The Dusted Variations (2005) – бонус диск към „15 Years After“

## Нелегални издания
Изброените албуми са издания на други музиканти, циркулиращи в световното пространство като продукция на Енигма:
- „Metamorphosis“ – албум издаден като естествено продължение на албума на Енигма „The Screen Behind the Mirror“
- „Erotic Dreams“ – истинско име на албума Temple of Love на проекта Erotic Dreams
- „Sleep“ – Песни на Conjure One погрешно приписвани на Енигма.
- „Matrix“ – песен на The Cynic Project, неправилно разпространявана като продукт на Енигма
- „Dream On“ – албумът на Андрю Доналдс „Snowin' Under My Skin“, погрешно считан за част от проекта
- „Valley of Dreams“ – албум с песни подобни на тези от албума „A Posteriori“
- „Enigma5“ – нелегален албум, създаден в Шанхай, Китай малко преди излизането на „Voyageur“
- „Enigma – Best“ – измислена компилация, излязла в четири различни варианта
- „Enigma & D-Emotion Project“ – нищо общо с Енигма

## Сингли
| Година | Заглавие                            | Позиция в класация | Позиция в класация | Позиция в класация | Позиция в класация | Позиция в класация | Албум                                       |
| Година | Заглавие                            | Великобритания     | Билборд Топ 100    | САЩ Модерен Рок    | Европа             | Германия           | Албум                                       |
| ------ | ----------------------------------- | ------------------ | ------------------ | ------------------ | ------------------ | ------------------ | ------------------------------------------- |
| 1990   | „Sadeness (Part I)“                 | #1                 | #5                 | #6                 | #1                 | #1                 | MCMXC a.D.                                  |
| 1990   | „Mea Culpa (Part II)“               | #55                | —                  | —                  | —                  | #7                 | MCMXC a.D.                                  |
| 1991   | „Principles of Lust“                | #59                | —                  | —                  | —                  | #90                | MCMXC a.D.                                  |
| 1991   | „The Rivers of Belief“              | #68                | —                  | —                  | —                  | —                  | MCMXC a.D.                                  |
| 1993   | Carly's Song                        | —                  | —                  | —                  | —                  | —                  | Sliver: Original Soundtrack                 |
| 1993   | „Return to Innocence“               | #3                 | #4                 | #2                 | #2                 | #5                 | The Cross of Changes                        |
| 1994   | „The Eyes of Truth“                 | #21                | —                  | —                  | —                  | —                  | The Cross of Changes                        |
| 1994   | „Age of Loneliness“                 | #21                | —                  | —                  | —                  | —                  | The Cross of Changes                        |
| 1994   | „Out from the Deep“                 | —                  | —                  | —                  | —                  | —                  | The Cross of Changes                        |
| 1996   | „Beyond the Invisible“              | #26                | #81                | —                  | #46                | #40                | Le Roi Est Mort, Vive Le Roi!               |
| 1997   | „T.N.T. for the Brain“              | #60                | —                  | —                  | —                  | —                  | Le Roi Est Mort, Vive Le Roi!               |
| 1999   | „Gravity of Love“                   | —                  | —                  | —                  | —                  | #65                | The Screen Behind the Mirror                |
| 2000   | „Push the Limits“                   | #76                | —                  | —                  | —                  | #96                | The Screen Behind the Mirror                |
| 2000   | „Turn Around“                       | —                  | —                  | —                  | —                  | #65                | Love Sensuality Devotion: The Greatest Hits |
| 2003   | „Voyageur“                          | —                  | —                  | —                  | —                  | —                  | Voyageur                                    |
| 2003   | „Following the Sun“                 | —                  | —                  | —                  | —                  | #97                | Voyageur                                    |
| 2004   | „Boum-Boum“                         | #108               | —                  | —                  | —                  | #98                | Voyageur                                    |
| 2006   | „Hello and Welcome“                 | —                  | —                  | —                  | —                  | #87                | 15 Years After                              |
| 2006   | „Goodbye Milky Way“                 | —                  | —                  | —                  | —                  | —                  | A Posteriori                                |
| 2008   | „La Puerta del Cielo / Seven Lives“ | —                  | —                  | —                  | —                  | #56                | Seven Lives Many Faces                      |
| 2008   | „The Same Parents“                  | —                  | —                  | —                  | —                  | —                  | „Seven Lives Many Faces“                    |